# 北海道道860号釧路西港線
北海道道860号釧路西港線（ほっかいどうどう860ごう くしろにしこうせん）は、北海道釧路市内を結ぶ一般道道である。

## 概要

### 路線データ
- 起点：北海道釧路市西港2丁目（釧路港西地区）
- 終点：北海道釧路市星が浦南3丁目
- 総延長：2.785 km
- 実延長：2.743 km
- 重用延長：0.042 km

### 道路管理者
- 釧路総合振興局 釧路建設管理部 事業課

## 歴史
- 1975年（昭和50年）3月31日 - 路線認定[1]。

## 路線状況

### 道路施設

#### 主な橋梁
- 星が浦跨線橋（99m、JR北海道根室本線、釧路市星が浦南）

## 地理

### 通過する自治体
- 釧路総合振興局
  - 釧路市

### 交差する道路
釧路市
- 北海道道559号新富士停車場線 - 鳥取南7